# Saint-Martin-sur-Écaillon
Saint-Martin-sur-Écaillon è un comune francese di 526 abitanti situato nel dipartimento del Nord nella regione dell'Alta Francia.
Come si evince dal nome stesso del comune, il territorio comunale è bagnato dal fiume Écaillon.

## Società

### Evoluzione demografica
Abitanti censiti